# Lucas Gertz
Lucas Fares Paul Gertz (* 2. Mai 1990 in Villa Carlos Paz) ist ein ehemaliger deutscher Basketballspieler.
Gertz entstammt dem Nachwuchs des deutschen Erstligisten Löwen Braunschweig, für den er zunächst hauptsächlich mit Doppellizenz in der Juniorenmannschaft in der Nachwuchs-Basketball-Bundesliga (NBBL) und in der Reserve in der dritthöchsten Spielklasse ProB zum Einsatz kam. Nach dem altersgemäßen Auslaufen der Doppellizenz gehörte er fest dem Aufgebot in der höchsten deutschen Spielklasse an.

## Karriere
Gertz, Sohn einer Argentinierin und eines Deutschen, wuchs bis zum 12. Lebensjahr in Argentinien auf und zog dann mit seinen Eltern nach Deutschland.
2006 rückte Gertz in den Kader der Braunschweiger Juniorenmannschaft in der Nachwuchs-Basketball-Bundesliga (NBBL) auf, in der unter anderem die späteren Erstligaspieler Cornelius Adler und Jusuf El-Domiaty zu seinen Mannschaftskameraden zählten. Die Mannschaft spielte hier bis 2009 jedoch nur mit begrenztem Erfolg, erst ein jüngerer Jahrgang um Daniel Theis und Dennis Schröder schaffte 2011 die Qualifikation für das NBBL Top Four. Zu diesem Zeitpunkt spielte Gertz bereits in der Braunschweiger Erstligareserve der SG FT/MTV, die in der dritthöchsten Spielklasse ProB damals unter dem Sponsorennamen Spot Up Medien firmierte. In den ersten drei Spielzeiten bei den Herren erreichte Gertz mit dieser Mannschaft jeweils Mittelfeldplatzierungen.
Nachdem Gertz zunächst in der ProB durchschnittlich nur gut zehn Minuten pro Spiel eingesetzt worden war, gelang in der ProB-Saison 2011/12 der Durchbruch zum Leistungsträger mit knapp 30 Minuten Einsatzzeit pro Spiel. Mittels Doppellizenz erhielt Gertz auch seine ersten Einsatzminuten in der höchsten deutschen Spielklasse Basketball-Bundesliga bei der damals als New Yorker Phantoms firmierenden Mannschaft. Mit den Spot Up Medien Baskets verlor Gertz die Viertelfinalserie in der ProB 2011/12 gegen den späteren Play-off-Sieger Oettinger Rockets Gotha, worauf in den folgenden beiden ProB-Spielzeiten zweimal das Ausscheiden in der ersten Runde folgte. Nachdem Gertz in der Bundesliga 2011/12-Saison noch drei Kurzeinsätze hatte, wurde er bei den Phantoms erst wieder am letzten Spieltag der Folgesaison eingesetzt, als der Klassenerhalt des Erstligisten bereits sichergestellt war. Hier kam er dann aber auch über 20 Minuten in diesem Spiel zum Einsatz, womit er seine Gesamteinsatzzeit in der ersten Liga beinahe vervierfachte. Unter dem neuen Erstliga-Trainer Raoul Korner kam Gertz in der Bundesliga-Spielzeit 2013/14, wo es erneut nur zum Klassenerhalt reichte, zu acht kurzminütigen Einsätzen mit einer durchschnittlichen Einsatzzeit von weniger als vier Minuten pro Spiel. Nachdem Gertz’ Doppellizenz abgelaufen war, bekam er trotzdem einen neuen Vertrag für den Erstligakader und wurde nun regelmäßig im Bundesliga-Spieljahr 2014/15 eingesetzt.
Nach dem Ende der Saison 2015/16 entschloss er sich zum Fortgang von seinem Heimatverein und wechselte im August 2016 zu den Crailsheim Merlins, die in der zurückliegenden Saison von der ersten in die zweite Liga abgestiegen waren. Nach einem Jahr in Crailsheim veränderte er sich im Sommer 2017 innerhalb der 2. Bundesliga ProA und ging zu den Hamburg Towers. Dort blieb er bis zum Ende der Saison 2017/18. Im Januar 2019 schloss er sich den Herzögen Wolfenbüttel (2. Bundesliga ProB) an. Im Herbst 2020 spielte er kurz für den niedersächsischen Oberligisten MTV Schandelah-Gardessen, ehe die Spielzeit 2020/21 wegen der COVID-19-Pandemie abgebrochen wurde.